# Kurt Richter
Kurt Richter (ur. 6 czerwca 1919 w Berlinie, zm. 25 stycznia 1975) – pułkownik Stasi.

## Życiorys
Po ukończeniu szkoły ludowej pracował jako robotnik rolny, później goniec i robotnik. Na początku 1937 usiłował nielegalnie przedostać się do Hiszpanii, jednak podczas przekraczania granicy niemiecko-czechosłowackiej został aresztowany, potem skazany na 7 miesięcy więzienia. Po zwolnieniu nadal był gońcem i robotnikiem, 1939-1940 odbywał służbę wojskową w Wehrmachcie, 1942 powołany do wojska ponownie, wysłany na front wschodni, 1945 wzięty do niewoli sowieckiej. Od 1947 przewodniczący Antyfaszystowskiego Komitetu Obozu Jenieckiego, 1948 zwolniony, wstąpił do SED, 1948-1949 słuchacz szkoły partyjnej w Berlinie, od 1951 słuchacz Wyższej Szkoły Partyjnej "Karol Marks" przy KC SED, od 1 stycznia 1951 funkcjonariusz Stasi. Od 25 listopada 1953 do listopada 1955 zastępca szefa Głównego Wydziału IX Stats-Sekretariatu Bezpieczeństwa Państwowego MSW NRD, od listopada 1955 do 1 maja 1956 zastępca szefa Głównego Wydziału IX Ministerstwa Bezpieczeństwa Państwowego NRD, od 1 maja 1956 do 1 marca 1964 szef Głównego Wydziału IX MBP NRD, od lutego 1958 pułkownik. Od 1964 pracownik Biura Kierownictwa MBP NRD, wykonywał zadanie specjalne, 1964-1966 studiował eksternistycznie prawo na Uniwersytecie Humboldta w Berlinie, od 1 sierpnia 1968 do 25 stycznia 1975 szef Grupy Pracowniczej "SVS" MBP NRD.